# Kitano Makoto
Makoto Kitano (北野 誠, sinh ngày 17 tháng 7 năm 1967) là một huấn luyện viên và cựu cầu thủ bóng đá người Nhật Bản.

## Sự nghiệp Huấn luyện viên
Makoto Kitano đã dẫn dắt Roasso Kumamoto và Kamatamare Sanuki.